# 鸣钟镇
鸣钟镇，原为鸣钟乡，是中国四川省武胜县下辖的镇，位于武胜县东北部，与飞龙、白坪、双星、沿口、鼓匠、三溪等乡镇交界。面积34.8平方公里，人口25235人。乡治驻长滩寺河左岸的鸣钟塘，距县城6公里。2019年12月，撤乡设镇。

## 历史沿革
清为长乐里飞龙场地，民国废场设飞龙乡，民国三十一年（1942年）2月分飞龙乡地置鸣钟乡，因乡治位于长滩寺河左岸的鸣钟塘，遂得名鸣钟。

## 行政区划
鸣钟镇下辖以下地区：
独巍山村、申家洞村、柑子园村、华严村、铁石坳村、龙庙村、玉皇楼村、宋家桥村、玉桥村、响水滩村、中华村、高坡村、小寨村、龙鳌村、打铁铺村、大石村、大锣山村、高升村和新星村。

## 教育
鸣钟初中、鸣钟小学、中华小学和村小17所。 